# Amegilla nivea
Amegilla nivea är en biart som först beskrevs av Amédée Louis Michel Lepeletier 1841.  Amegilla nivea ingår i släktet Amegilla och familjen långtungebin. Inga underarter finns listade i Catalogue of Life.